# Postamt an der Tegernseer Landstraße

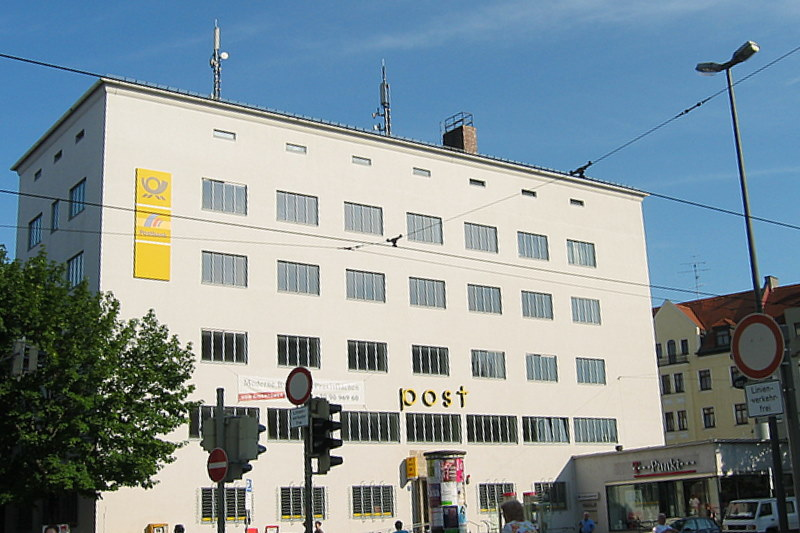
Postamt an der Tegernseer Landstraße, Hauptfassade am Tegernseer Platz, 2002

Das ehemalige Postamt München 90 in München ist seit 2025 ein Wohn- und Geschäftshaus. Das Bauwerk ist als Baudenkmal in die Bayerische Denkmalliste eingetragen.
Das sechsstöckige Gebäude liegt am Tegernseer Platz 7 (früher: Tegernseer Landstraße 57), einer platzartigen Erweiterung der Tegernseer Landstraße im Münchner Stadtteil Obergiesing. Es wurde 1928/29 hauptsächlich als Postamt errichtet. Architekten waren Robert Vorhoelzer, Walther Schmidt und Hans Schnetzer, die der Postbauschule angehörten. Das Gebäude wurde im Stil der Neuen Sachlichkeit gestaltet.
Vor der Privatisierung der Deutschen Bundespost wurde der Gebäudekomplex vom Postamt München 90 genutzt. Danach befand sich hier eine Filiale der Deutsche Post AG; sie wurde im Frühjahr 2025 geschlossen. Eine Demonstration seitens der Anwohner Ende März 2025 konnte die Schließung nicht abwenden.
Vorne rechts vor dem kubischen Haupt- und Nebengebäude befindet sich ein einstöckiger Vorbau, in dem sich eine Filiale der Deutschen Telekom sowie ein Friseursalon befinden. Bis 1968 gab es dort das Café tela (von Tegernseer Landstraße).

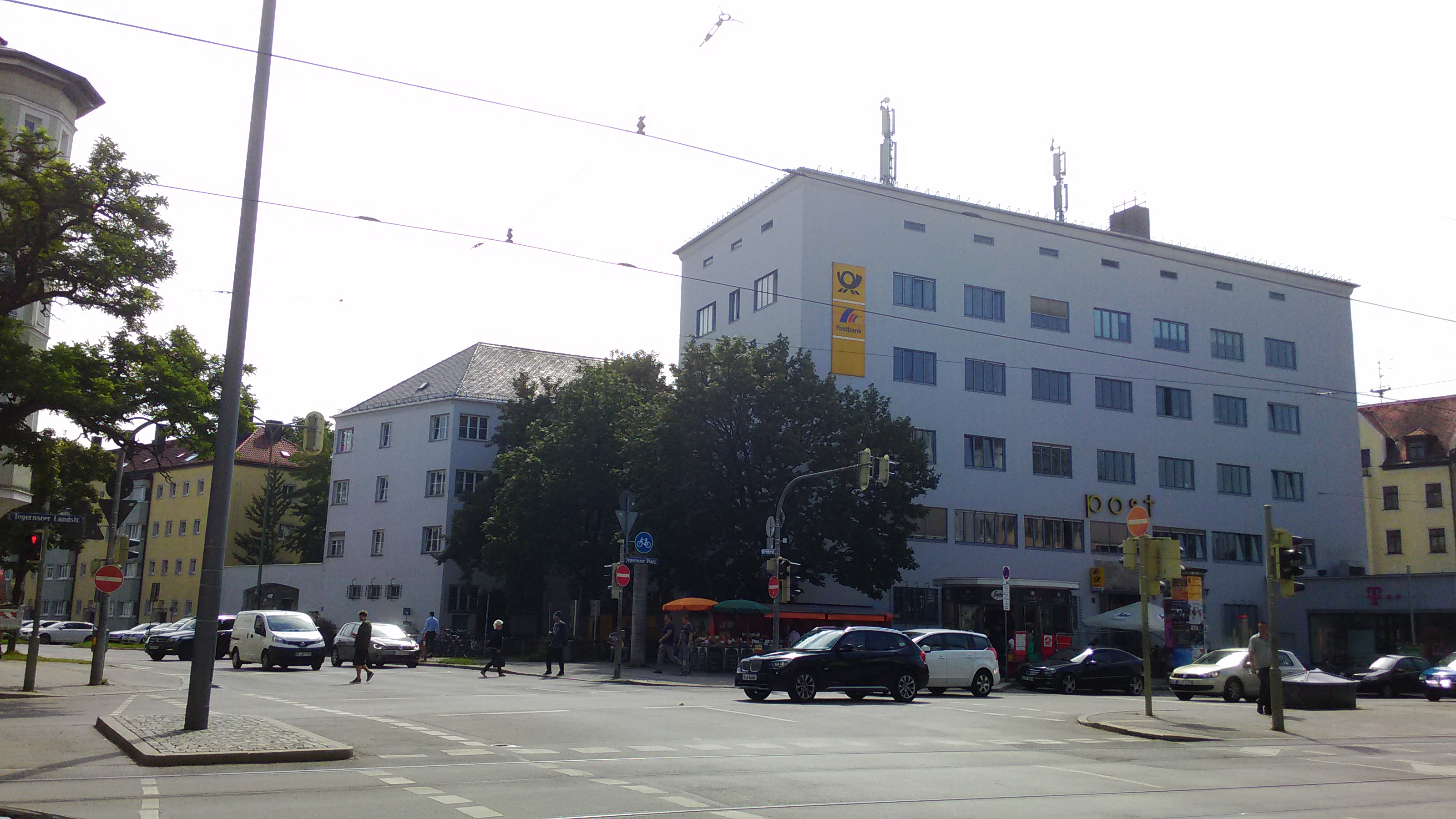
Ansicht vom Tegernseer Platz, links: Werinherstraße, 2016
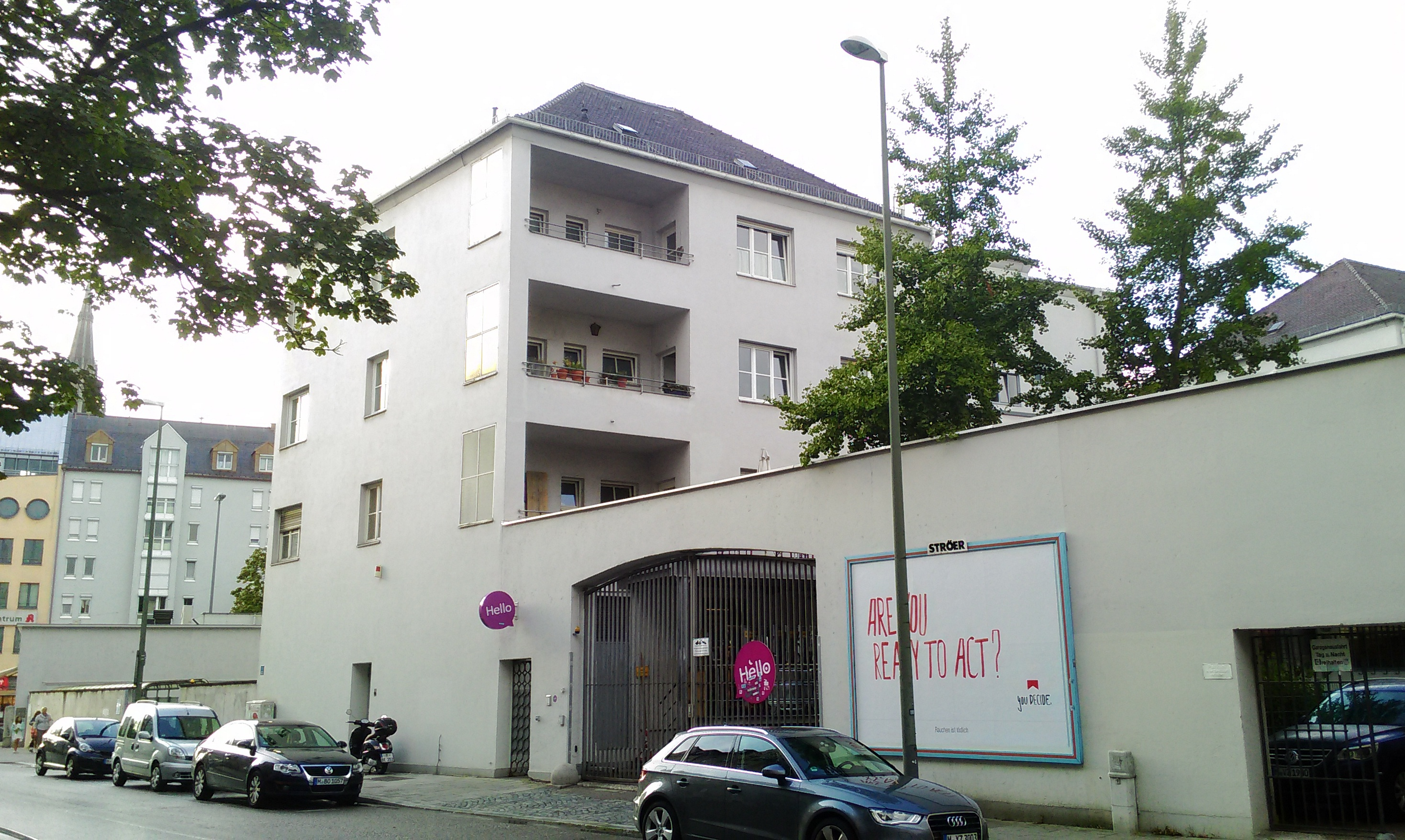
Ansicht von der Deisenhofener Straße, 2016